# Mont Lokobe
Le mont Lokobe est une colline volcanique de l'île de Nosy Be à Madagascar.
Située dans le sud-est de l'île dont elle est le point culminant, au milieu de la réserve naturelle intégrale de Lokobe, son altitude est de 455 mètres.